# Estrada de Ferro União Valenciana
Die Estrada de Ferro União Valenciana war eine Eisenbahngesellschaft im brasilianischen Bundesstaat Rio de Janeiro.

## Geschichte
Die Bahnstrecke wurde 1871 eingeweiht als erste Schienenstrecke mit einer Spurbreite von 1,10 Meter. Die Strecke ging von Valença bis Desengano (Juparanã) und wurde 1880 bis Rio Preto verlängert. Durch Beschluss des damaligen Präsidenten Nilo Pecanha am 23. Juni 1910, wurde die Gesellschaft an die Rêde de Viação Fluminense und somit an die Bahngesellschaft Estrada de Ferro Central do Brasil (EFCB) übertragen. Zwischen 1971 und 1973 wurde die Strecke stillgelegt und später wurden die Gleise entfernt.